# Mwambutsa Bangiricenge
Mwambutsa IV Bangiricenge (Nyabitogi, 6 maggio 1912 – Ginevra, 26 marzo 1977) fu re del Burundi dal 1915 al 1966.

## Biografia
Bangiricenge nasce a Nyabitogi nei pressi di Muramvya nel 1912 da re Mutaga Mbikije e dalla regina Ngezahayo. Alla morte del padre, a soli tre anni, viene incoronato mwami secondo la tradizione alla confluenza dei fiumi Mucece e Nyavyamo il 16 dicembre 1915 prendendo il nome di Mwambutsa Bangiricenge. Alla cerimonia assistette anche il residente tedesco maggiore Langenn Von Steinkeller. Un consiglio di reggenza composto inizialmente da Ntarugera, fratello di Mwezi Gisabo, Karabona e Nduwumwe, figli di Mwezi Gisabo e della regina Ririkumutima si occuperà dell'amministrazione corrente e della formazione del giovane monarca. Il nuovo monarca assumerà i pieni poteri solo nel 1931 all'età di diciannove anni.
Alla morte di Ntarugera nel 1921 il consiglio venne allargato al mutare Baranyanka ed al mwezi Nyemana. Nel 1925 venne poi portato a dieci consiglieri. Gli intrighi di corte che portarono alla morte di Mutaga Mbikije ed allo strangolamento della regina Ngezahayo, caratterizzeranno anche i primi anni di regno del nuovo re. Il nome stesso rivela una certa ambiguità: Bangiricenge può significare mi consigliano con intelligenza oppure intrigano contro di me con astuzia.
Addirittura non è nemmeno sicura l'identità del nuovo sovrano. Qualcuno sostiene che il vero figlio di Mbikije venne strangolato con la madre su istigazione di Ririkumutima e sostituito con un figlio di Karabona. Il giovane sovrano venne educato in ambiente tradizionale a Muramvya e poi sotto tutela dell'amministrazione coloniale belga a Gitega.

## Famiglia
Mwambutsa sposò nel 1932 Thérèse Kanyonga. La regina Kanyonga è discendente diretta del mwami Mutaga Senyamwiza. Darà alla luce tre discendenti:
1. S.A.R. il principe Louis Rwagasore (1932-1961), primo ministro nel 1961.
2. S.A. la principessa Rosa Paula Iribagiza (1934).
3. S.A. la principessa Regina Kanyange (1935-1987).

Nel 1946, il re Mwambutsa divorzia dalla regina Kanyonga e sposa la regina Baramparaye. L'anno seguente, la regina Baramparaye darà la nascita ad un figlio: 
1. S.A.R. il principe Charles Ndizeye (1947-1972), futuro re Ntare Ndizeye.

Il regno e la vita di Mwambutsa furono macchiati da una serie di tragedie famigliari.
L'unico fratello di Mwambutsa, il principe Ignace Kamatari, fu vittima nel 1964 a Bujumbura di un incidente automobilistico non del tutto chiaro.
Il figlio di Mwambutsa, il principe Louis Rwagasore, fu assassinato nel 1961 a causa per la sua lotta per l'indipendenza del paese, indipendenza che fu proclamata nel 1962. Nel luglio del 1966, Mwambutsa venne destituito dal secondo figlio Charles, dell'età di 19 anni, esso stesso deposto qualche mese più tardi da un colpo di Stato che portò all'instaurazione della repubblica. Ntare venne poi ucciso da Michel Micombero e gettato in una fossa comune, il 29 aprile 1972, all'inizio di una terribile crisi che affrontò il paese nel 1972.
Mwambutsa si esiliò in Svizzera dove visse, ai margini della vita agitata del suo paese, fino alla morte che lo colse nel 1977. Egli è sepolto a Meyrin, nella periferia di Ginevra.

## Esumazione
Il governo burundese ha sollecitato nel 2012 le autorità svizzere per il ritorno delle spoglie reali di Mwambutsa, nel quadro delle festività per il cinquantesimo anniversario dell'indipendenza del paese. I membri della famiglia di Mwambutsa hanno manifestato dissenso al rimpatrio delle spoglie, invocando il rispetto della memoria del re che per disposizione testamentaria ha espresso desiderio di non ritornare in Burundi. La figlia Rosa Paula Iribagiza, che è membro del partito del presidente Pierre Nkurunziza, ha però sollecitato per il ritorno delle spoglie, argomentando che l'interesse del paese è superiore alle disposizioni testamentarie del padre.
In un'ordinanza resa l'8 agosto 2012, il tribunale civile del Cantone di Ginevra ha disposto che la volontà del defunto viene prima di quella dei congiunti e che di conseguenza le spoglie non potevano venire rimpatriate in Burundi.